# Пропионова киселина
Пропионова киселина (от гръцки: протос – „първи“, и пион – „мазнина“; наричана още пропанова киселина; C2H5COOH) е карбоксилна киселина имаща в състава си 3 въглеродни атома. Тя се получава при анаеробното разграждане на пирогроздената киселина в цитозола (цитоплазмата), която от своя страна (пирогроздената киселина) е получена като две молекули при разграждането на една молекула глюкоза в централната гликолитична верига. Липсата на кислород в средата е причината за това преобразуване/превръщане при аеробните клетки, а при анаеробните е техния окислителен характер на катаболитните процес (те използва други окислители за процесите на разграждане). Процесът на разграждане на пирогроздената киселина до млечна киселина, пропионова киселина, алкохоли и т.н. в анаеробни условия се нарича ферментационен процес. Ферментацията представлява всяко едно анаеробно разграждане, осъществявано от микроорганизмите, с цел разграждане на мазнини или въглехидрати (застъпва тясно гликолизата).
Важно е да се спомене, че гликолизата е древен катаболитен процес, изпълняващ/осъществяващ се още при първите възникнали прокариотни организми преди 3,5 млрд. години в началото на биологичната еволюция. Тези организми били анаеробни, затова и гликолизата е строго анаеробен катаболитен процес (съставен от 10 стъпала/биохимични реакции).